# Asvalayana
Asvalayana é um gramático Sânscritista.

## Obras
Autor do Grihya Sutra, Bhavani Sankara Sharma, entre outras obras.